# 吴越文学
吴越具有悠久的文学传统，可追溯到春秋年代。

## 先秦文学

### 《国语·吴语》和《国语·越语》
《国语》里的《吴语》和《越语》是先秦时代两部杰出的历史散文。这两部散文所描写的战争场面宏大，谋略、对话充满了智慧和激情，展现了一副波澜壮阔的吴越争霸场面。这种风格和《国语》里的其他文章截然不同，可见是吴越独有的文学手段，也开创了小说风格的历史散文。

## 汉代文学

### 《越绝书》和《吴越春秋》
《越绝书》和《吴越春秋》继承了《国语·吴语》和《国语·越语》的风格，在宏大的战争产面之外，理想主义风格后有进一步的发展。

## 明清以来的文学

### 冯梦龙和《山歌》
<山歌>是明末文人冯梦龙编定的苏州一带的民歌小调集。就其内容而言，俚俗不堪，但这是明代的一部吴歌集。